# Пугачёв, Владимир Семёнович
Влади́мир Семёнович Пугачёв (12 (25).03.1911, г. Рязань — 24.03.1998, г. Москва) — академик АН СССР (29.12.1981), Член-корреспондент ААН (14.04.1947) по отделению № 2, доктор технических наук (1939), профессор (1939), заслуженный деятель науки и техники РСФСР (1958). Лауреат Ленинской премии (1990). Дважды лауреат Государственной премии СССР (1948, 1976). Генерал-майор инженерно-авиационной службы (1949, генерал-майор инженерно-технической службы с 1951, генерал-майор-инженер с 1971).

## Биография
С сентября 1928 г. — студент Московского института инженеров транспорта. В Красной армии с ноября 1929 г. — слушатель Военно-воздушной академии РККА имени профессора Н. Е. Жуковского. С ноября 1931 г. — адъюнкт этой академии. С сентября 1932 г. — начальник вычислительного бюро НИИ ВВС. С апреля 1934 г. продолжил обучение в адъюнктуре. В феврале 1935 — марте 1972 г. — на педагогической работе в ВВИА им. Н. Е. Жуковского старший преподаватель кафедры баллистики и стрельбы, с декабря 1940 г. — начальник кафедры воздушной стрельбы, с марта 1943 г. — начальник кафедры стрелково-пушечного вооружения. Одновременно в 1938—1939 гг. — заведующий кафедрой баллистики и теории стрельбы МАИ. С октября 1943 г. — заместитель начальника НИИ авиационного вооружения ВВС по научно-исследовательской работе. Член ВКП(б) с 1943 года. С октября 1944 г. вернулся в ВВИА и назначен начальником кафедры стрелково-пушечного вооружения; с ноября 1948 г. — начальник кафедры реактивного вооружения, с апреля 1949 г. — начальник кафедры реактивного телеуправляемого вооружения. В августе 1950 — октябре 1953 г. прикомандирован к Третьему главному управлению при Совете министров СССР для решения крупных научных проблем в области реактивного вооружения. С октября 1953 г. — в ВВИА им. И. Е. Жуковского: начальник кафедры реактивного управляемого вооружения, с октября 1958 г. — начальник кафедры систем управления авиационным ракетным оружием, с июля 1961 г. — начальник кафедры боевой эффективности авиационной техники. В августе-ноябре 1945 г. находился в командировке в Германии с целью отбора трофейного оборудования. В марте 1972 г. уволен в отставку. В 1956—1984 гг. — заведующий лабораторией статистических методов Института проблем управления АН СССР (до 1972 г. на общественных началах). В 1973—1990 гг. — заведующий кафедрой теории вероятностей и математической статистики МАИ, с 1990 г. — профессор этой кафедры. Одновременно с 1984 г. — заведующий отделом статистических основ информатики Института проблем информатики АН СССР. Председатель комиссии по статистическим проблемам научного совета по комплексной проблеме «Кибернетика» при президиуме РАН. С 1990 г. — советник при дирекции Института проблем информатики Академии наук. Вёл большую организаторскую и научную работу в системе Академии наук СССР. В 1958—1984 гг. — член Национального комитета СССР по автоматическому управлению. В 1960—1992 гг. — член Комитета по Ленинским и Государственным премиям СССР в области науки и техники. В 1967—1984 гг. — член бюро механики и процессов управления АН СССР. В 1966—1974 гг. и с 1988 г. — член редколлегии, в 1974—1988 гг. — заместитель главного редактора журнала «Автоматика и телемеханика». С 1971 г. — заместитель главного редактора советской секции международного журнала «Проблемы управления и теории информации». В 1979—1980 гг. — председатель математического комитета Международной федерации по автоматическому управлению (ИФАК). В 1979—1989 гг. — член экспертной комиссии по присуждению премий АН СССР за совместные работы AН СССР и АН ГДР.
Крупнейший специалист в области воздушной стрельбы и баллистики авиационного вооружения. Автор более 150 научных работ. Основоположник статистической теории управляемых систем. Кандидатскую диссертацию защитил в 1936 г. на тему: «Применение теоремы Poicare к интегрированию уравнений движения авиабомбы». Докторскую диссертацию защитил на тему: «Общая задача о движении вращающегося артиллерийского снаряда в воздухе». Автор фундаментальных работ в области авиационной баллистики и динамики полёта, теории управления и информатики, теории дифференциальных уравнений и теории вероятностей. Создал научную школу в области прикладной теории вероятностей. Главное направление научной деятельности — прикладная математика, динамика полёта, теория случайных функций, теория дифференциальных уравнений, теория управления, теория стохастических систем.
Награждён орденом Ленина, орденом Красного Знамени, двумя орденами Трудового Красного Знамени, орденами Отечественной войны 1-й и 2-й степеней, орденом Дружбы народов, двумя орденами Красной Звезды, орденом «Знак Почёта», медалями.
Умер 25 марта 1998 года. Похоронен в Москве в колумбарии Новодевичьего кладбища.

## Основные работы
- Динамика полёта управляемых снарядов. М., 1951;
- Основы автоматического управления. 3-е изд. М., 1974;
- Теория стохастических систем. М., 2004 (совм. с И. Н. Синицыным).
- Пугачёв В. С. Лекции по функциональному анализу. М.: Изд-во МАИ, 1996. — 744с.
- Пугачёв В. С., Синицын И. Н. Стохастические дифференциальные системы. Изд. 2-е, доп., 1990. — 642 с.
- Пугачёв В. С. Теория вероятностей и математическая статистика. 2-е изд., испр. и доп. — М.: Физматлит, 2002. — 496 с.